# Leuresthes
Leuresthes is een geslacht van straalvinnige vissen uit de familie van Atherinidae.

## Soorten
- Leuresthes sardina (Jenkins & Evermann, 1889)
- Leuresthes tenuis (Ayres, 1860) (Grunion)